# 2963 Chen Jiageng
2963 Chen Jiageng è un asteroide della fascia principale. Scoperto nel 1964, presenta un'orbita caratterizzata da un semiasse maggiore pari a 2,8702195 UA e da un'eccentricità di 0,0720259, inclinata di 2,70472° rispetto all'eclittica.